# Campanas de la catedral de San Esteban de Viena
Las campanas de la catedral de San Esteban de Viena se encuentran ubicadas en las tres torres: la sur, la norte y la Pagana norte.

## Campanas de la torre norte

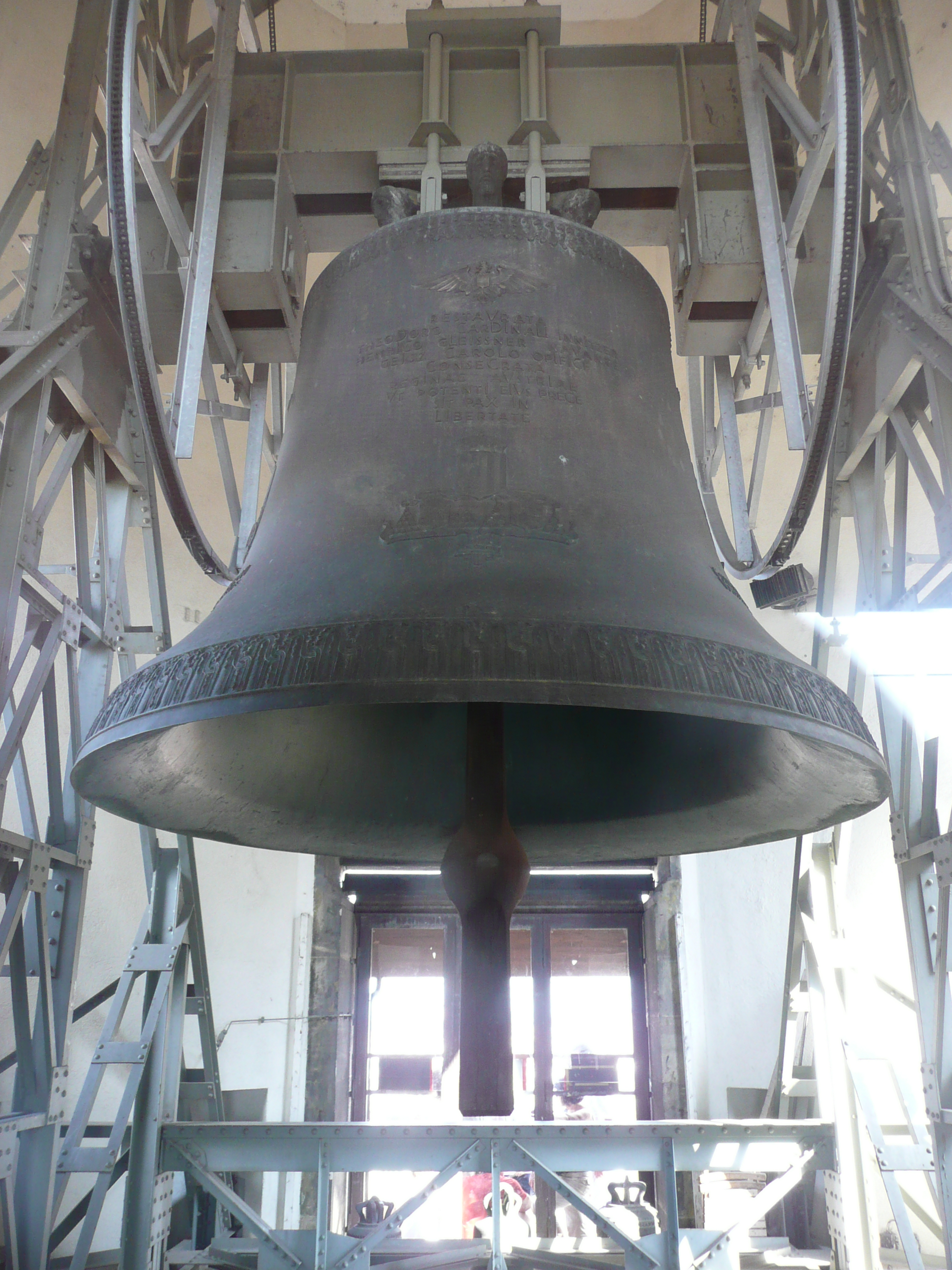
La campana Pummerin.

Se encuentra ubicada la Pummerin, esta expesión en alemán alude a su bajo tono. Esta campana se construyó para reemplazar a la original, destruida por un incendio en 1945. Pesaba 22.500 kg y fue fundida con bronce de los cañones turcos, en 1711.
Esta nueva campana fue construida en St. Florian, Austria el 5 de noviembre de 1951, pesa 20.130 kg, tiene 314 cm de diámetro y una altura de 294 cm, incluyendo la corona; su espesor máximo es de 23 cm. Está decorada con seis cabezas de turco ubicadas en los brazos de la corona y tiene tres relieves: la Virgen María, una escena del sitio turco sufrido en 1683 y el incendio de 1945. Fue solemnemnte consagrada por el cardenal Innitzer el 26 de abril de 1952 y colocada en su ubicación actual en octubre de 1957.
Tienen tres inscripciones que dicen:

Fui fundida con el botín de los turcos cuando la exhausta ciudad celebraba el triunfo después de haber vencido valientemente al enemigo. 1711

Me quebré en las brasas del incendio. Me caí de la devastada torre cuando la ciudad gemía bajo la guerra y el miedo. 1945

Reconstruida bajo el cardenal Theodor Innitzer, con el empeño de Heinrich Gleißner, por el maestro Karl Geisz, consagrada a la Reina de Austria, a fin de que por su poderosa intercesión reine la paz en libertad. 1951

Sobre la leyenda se encuentra el escudo de Austria y abajo una combinación de diversos escudos.
La campana funciona diez veces al año como mínimo: en Año Nuevo, la Noche de Pascuas, el Domingo de Resurrección, el Domingo de Pentecostés, Corpus Christi, Nochebuena, San Esteban, Noche de Fin de Año y el día del fallecimiento del arzobispo de turno.

## Campanas de la torre sur
Se encuentra el repique festivo, consistente en once campanas, realizadas en 1960 en la fundición Pfunder de Viena. Fueron esculpidas por Carry Hauser y consagradas el 2 de octubre. El 1 de noviembre de 1960 antes de la misa pontifical repicaron inauguralmente.
La campana de San Esteban, también llamada "Halbpummerin" (media Pummerin en alemán) pesa 5700 kg y se utiliza solamente en ocasiones especiales. El resto de campanas se usan para el repique dominical y festivo.

## Campanas de la torre pagana norte
Estas campanas no se dañaron durante el incendio, la mayor pesa 1670 kg y lleva el nombre de "Feuerin" (en alemán es la versión femenina de la palabra "Feuer", fuego). Fue construida en 1859 y repicaba en caso de que la ciudad se incendiase. Hoy solamente en ocasiones especiales durante la oración vespertina.
La "Kantnerin" (que en alemán es la versión femenina de la palabra "Kantor", cantor), se utilizaba antiguamente para convocar a los cantores y repicaba durante las bendiciones de los días laborables. Su peso es de 1306 kg y fue fundida en 1772.
La "Feringerin" pesa 643 kg, fue fundida en 1772 y repicaba los domingos durante la misa mayor, la "Bieringerín" (derivada de "Bier", cerveza) anunciaba que era hora de cerrar las cervecerías de la zona.
Estas tres campanas mencionadas repicaban en vísperas de domingos y feriados.
Otras campanas de la torre son: La antigua campana de las Animas (1772) y la llamada "Churpötsch" en honor a una donación de la Curia catedralicia a la imagen de María Pocs. La "Primglocke" y la antigua "Schlagglocke" (proceden del siglo XIV) marcan los cuarto de hora y las horas.